# Bramsche
Bramsche [ˈbraːmʃə] ist eine Stadt im Zentrum des Landkreises Osnabrück in Niedersachsen. Sie ist nach Melle die flächenmäßig zweitgrößte selbständige Gemeinde des Landkreises.

## Geographie

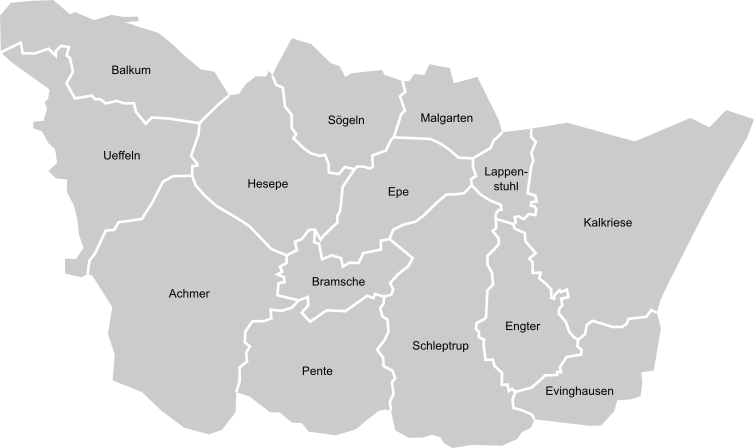
Ortsteile von Bramsche

### Geographische Lage
Bramsche liegt im Osnabrücker Land an der Hase etwa 15 km nördlich von Osnabrück und am Mittellandkanal. Die Ankumer Höhe liegt im Nordwesten, der kleine Höhenzug Gehn im Westen und der Natur- und Geopark TERRA.vita im Südosten. Unter der Stadt befindet sich der Bramscher Pluton.

### Stadtgliederung

#### Achmer

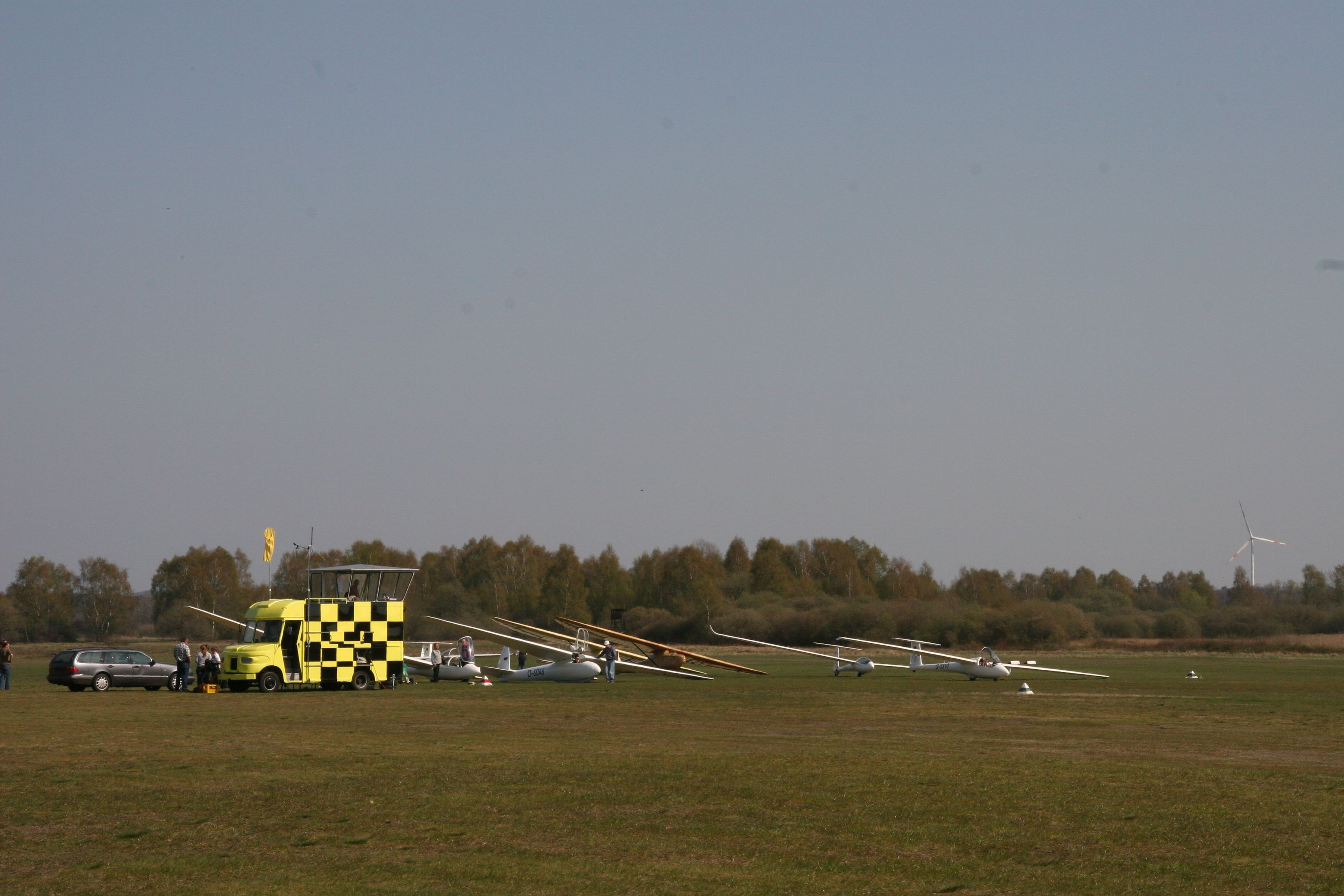
Segelflugplatz in Achmer

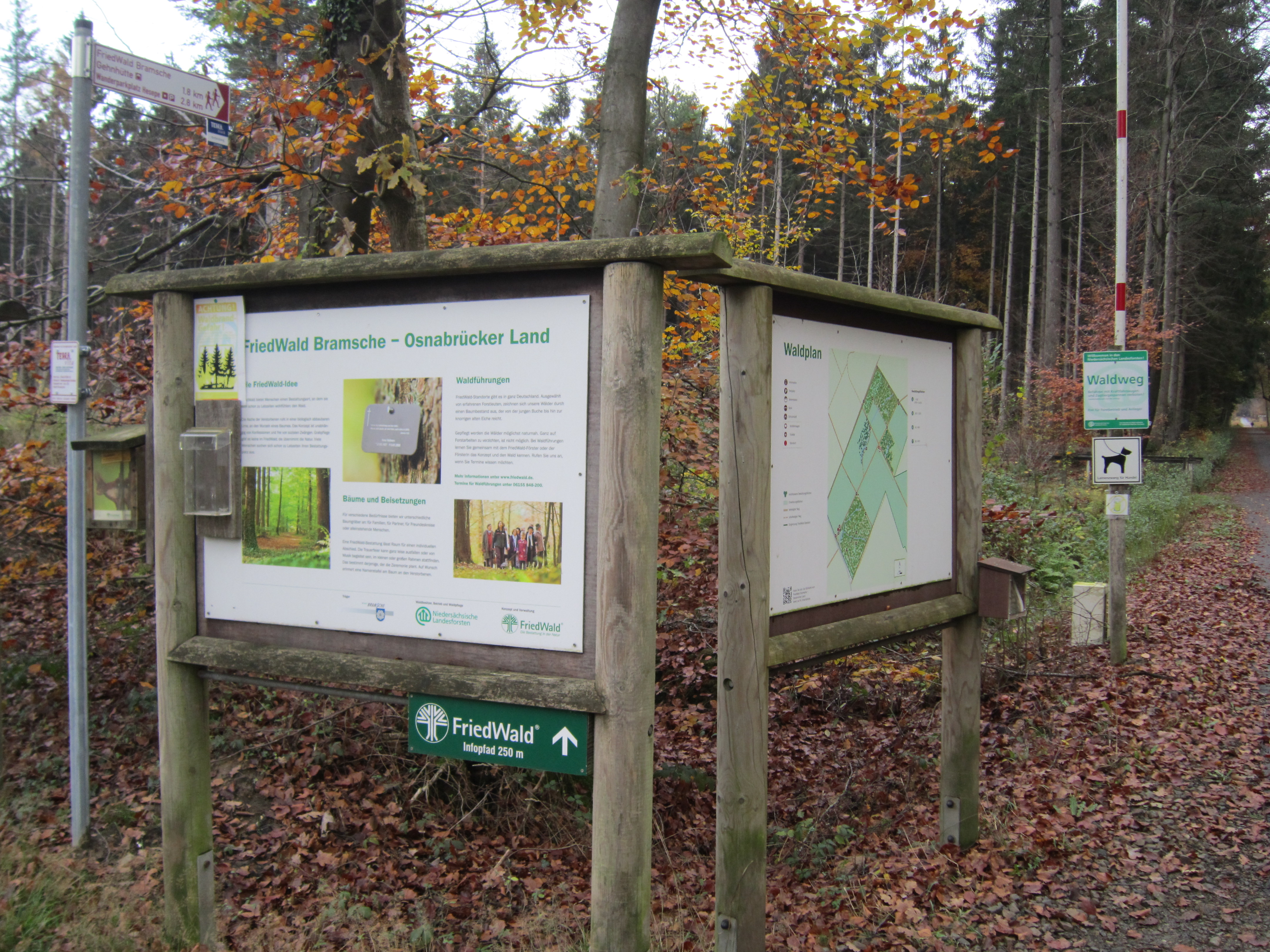
Friedwald Bramsche im Gehnwald zwischen Achmer und Ueffeln

Achmer ist der flächenmäßig größte Ortsteil von Bramsche. Er ist durch die Hase, den Mittellandkanal und den Flugplatz Achmer gekennzeichnet. Achmer grenzt im Norden an Ueffeln und Hesepe, im Osten an Bramsche Mitte und im Süden an Pente.
Die ehemalige Gemeinde Achmer bestand aus den Ortsteilen Laberge, Wackum, Tömmern, Hemke, Grünegras und Westerhausen und hatte eine Fläche von 28,29 km².
Ortsnamensdeutung: 1160 wurde ein „Lachenbure“ unbekannter Lage beurkundet, 1186 ein „Achenbure“. Möglicherweise handelte es sich um dieselbe Ansiedlung. Lache, auch Lake, ist eine seichte Stelle, ein Wasserpfuhl. Eine Ache ist insbesondere im süddeutschen Raum ein (Gebirgs-)Fluss. Bure bedeutet Bauerschaft.
An der Straße nach Ueffeln befindet sich im 51 Hektar großen Gehnwald der Friedwald Bramsche.

#### Balkum
Balkum ist ein Ortsteil von Bramsche zwischen Ueffeln und dem nicht zu Bramsche gehörenden Alfhausen. Eine Sehenswürdigkeit ist die Wassermühle Riesau. Ein Gedenkstein im Südosten Balkums, am Grenzweg zu Ueffeln, erinnert an das Blutbad im Gehn. Balkum einschließlich der zum Teil zu Balkum gehörenden Streusiedlung Bottum gehört mit knapp 250 Einwohnern zu den am geringsten besiedelten Vororten von Bramsche. Balkum wurde zusammen mit Ueffeln am 1. Juli 1972 in die Stadt Bramsche eingegliedert, siehe Ueffeln-Balkum.

#### Bramsche(-Mitte)

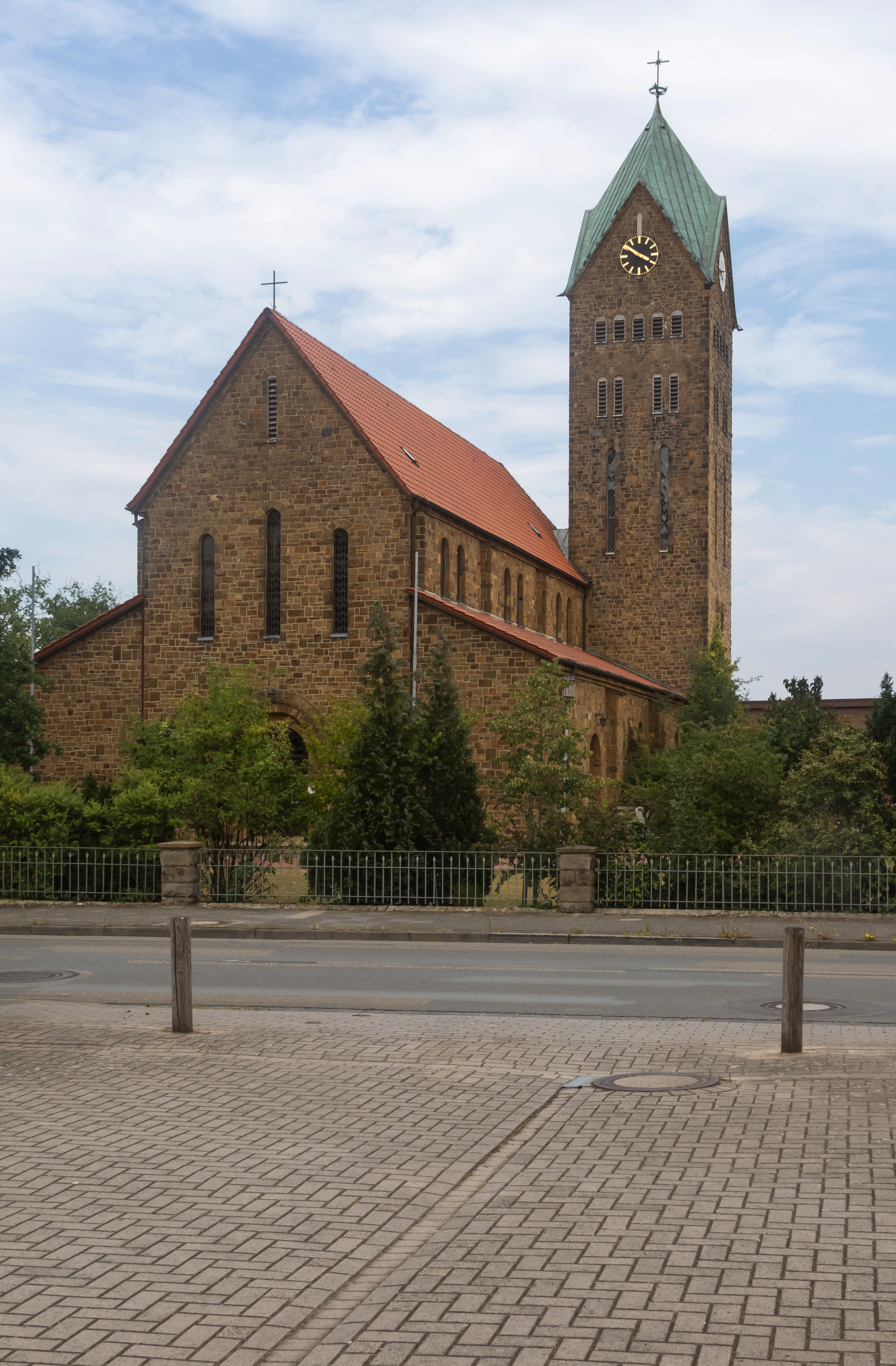
Kirche St. Martinus nördlich des Zentrums

Der Ortsteil Bramsche umfasst die vor der Gebietsreform 1971/1972 eigenständige Stadt Bramsche. Landläufig wird noch in die Stadtbezirke Innenstadt, Gartenstadt und Bramscher Berg unterschieden. Zwischen den Stadtbezirken befindet sich der Hasesee, der als Naherholungsgebiet dient. Die drei Bezirke zusammen ergeben Bramsche-Mitte mit etwa 14.000 Einwohnern. Ortsbürgermeister von Bramsche Mitte ist seit 2007 Peter Remme (SPD). Der Bereich Bramsche-Mitte ist auch der Standort der Hauptschule Bramsche.

#### Engter
Dieser Ortsteil wurde erstmals im Jahr 1147 erwähnt. Engter liegt im Südosten von Bramsche und grenzt an die Ortsteile Kalkriese, Schleptrup, Lappenstuhl und Evinghausen. Engter und die angrenzenden Ortsteile gehörten bis 1229 zum Kirchspiel Bramsche, bis in Engter eine eigene Kirche errichtet wurde. Zur Kirchengemeinde St. Johannis gehören die Ortsteile Kalkriese, Schleptrup, Lappenstuhl und Evinghausen. In Engter gab es die Grund- und Hauptschule Engter, die mit Beginn des Schuljahres 2013/2014 in eine Grundschule mit Kindergarten umgewandelt wurde.

#### Epe (Epe-Malgarten)

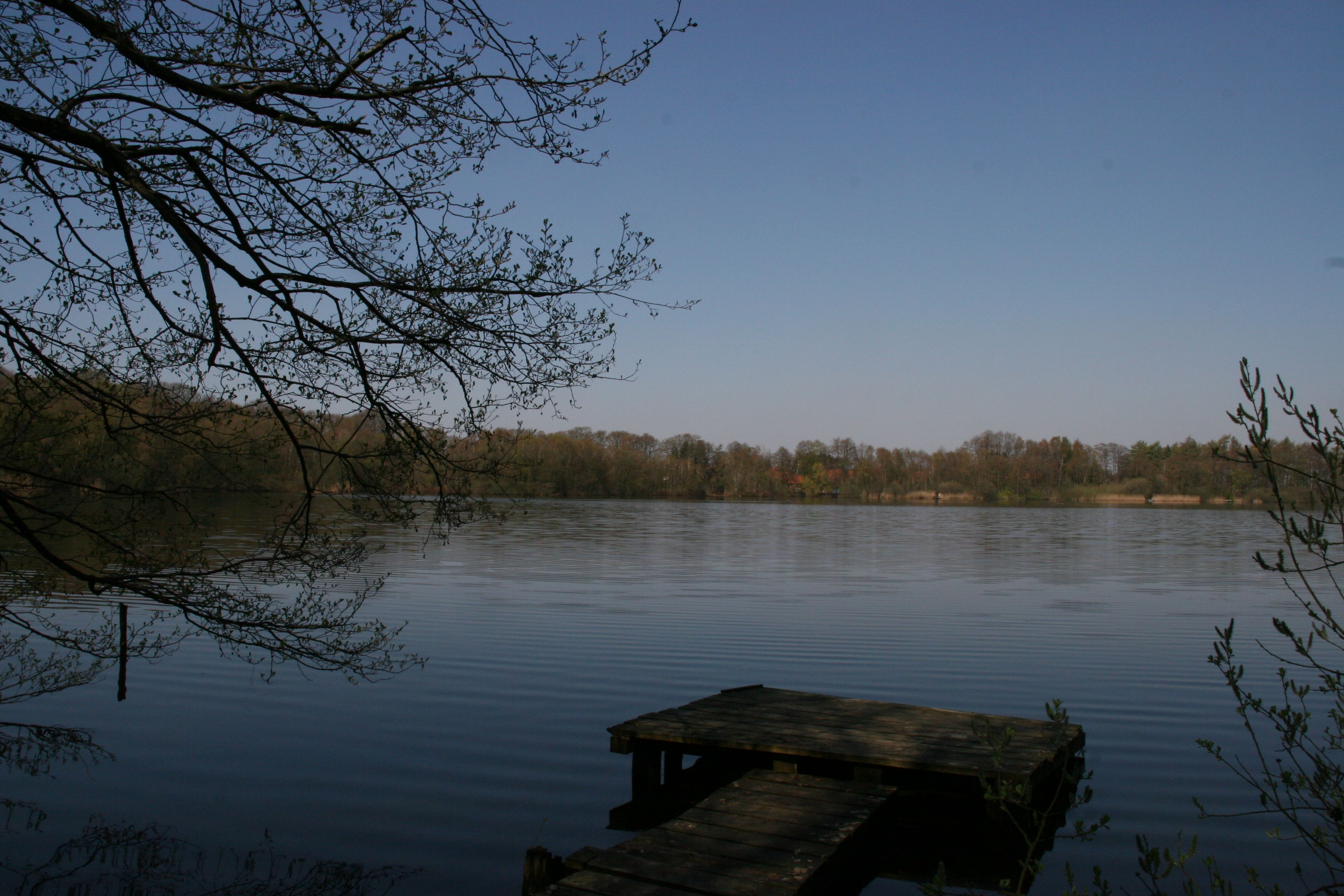
Der Darnsee in Epe

Epe liegt im Nordosten der Stadt Bramsche. Es besteht aus den Siedlungsplätzen Bühren, Knäppen, Epe, Malgarten, Eckelort und Wittenfelde. Die westliche Grenze zu den Gemarkungen Hesepe und Sögeln bildet weitgehend die Hase. Im Norden grenzt Epe an die Gemarkung Rieste, im Nordosten an Vörden, im Osten an die Gemarkungen Engter und Schleptrup und im Süden an die Gemarkung Bramsche. Mit der Niedersächsischen Gebietsreform 1972 wurde die ehemals selbständige Gemeinde Epe ein Ortsteil der Stadt Bramsche.
Die Gemarkung Epe hat eine Größe von etwa 1450 ha und gehörte somit zu den flächengrößeren Landgemeinden des früheren Kreises Bersenbrück. Heute wie früher war und ist Epe landwirtschaftlich geprägt. Von insgesamt 41 landwirtschaftlichen Betrieben waren 1987 17 Vollerwerbslandwirte, sieben Nebenerwerbslandwirte und 17 Zuerwerbslandwirte. Epe ist Wohnsiedlungsgebiet der Stadt Bramsche und arm an Gewerbebetrieben. Arbeitgeber sind ein Textilunternehmen, zwei Hotels, zwei Schlossereien bzw. Metallbaubetriebe, zwei Fuhrunternehmen sowie ein Betrieb für Hausinstallationen.
Öffentliche Einrichtungen sind die Grundschule, das Gemeindezentrum mit Sitzungsraum, das Feuerwehrhaus, die Turnhalle sowie Sport- und Tennisplätze. Außerdem befinden sich auf Eper Gebiet die Bramscher Realschule und das Greselius-Gymnasium, benannt nach Jakobus Greselius, das Bramscher Hallenbad und ein Wasserwerk der Stadt Osnabrück.
Von den 1324 Einwohnern des Jahres 1989 gehörten 857 der evangelisch-lutherischen, 420 der katholischen und 47 einer sonstigen oder keiner Konfession an. Die evangelisch-lutherischen Christen gehören zur St.-Johannis-Kirchengemeinde in Bramsche-Gartenstadt und die Katholiken zur St. Johannes-Kirchengemeinde Malgarten. Ortsbürgermeister von Epe-Malgarten ist seit 2016 Volker Stuckenberg (SPD).
In Epe liegt in einem Naturschutzgebiet der Darnsee, der flächenmäßig größte natürliche See des Osnabrücker Landes. Am Ostufer wird er seit den 1930er Jahren als Naturfreibad genutzt.

#### Evinghausen
Evinghausen ist eine Bauerschaft im Südosten Bramsches rund um den Venner Berg und ist Sitz der Freien Waldorfschule Evinghausen e. V. Die Bauerschaft Uptrup mit 42 Einwohnern ist ein Teil von Evinghausen.

#### Hesepe
Im Jahre 1187 wurde Hesepe erstmals urkundlich erwähnt. Erst nach dem Zweiten Weltkrieg wurde aus einer weit verstreuten Bauernsiedlung ein dichter besiedelter Ort. Hesepe liegt an der B 68 und B 218 sowie am Schienenverkehr Bremen–Osnabrück. Bis zum Ende der 1980er Jahre waren niederländische Soldaten in Hesepe stationiert. Nach deren Abzug wurde das nicht mehr militärisch genutzte Gelände als Grenzdurchgangslager für Spätaussiedler verwendet. Zwischenzeitlich war es eine Landesaufnahmestelle für jüdische Kontingentflüchtlinge und Spätaussiedler. Dann wurde es das niedersächsische Kompetenzzentrum zur freiwilligen Ausreise. Dort wurden abgelehnte Asylbewerber und andere Ausländer, die zur Ausreise verpflichtet sind, untergebracht sowie irakische Flüchtlinge während der Teilnahme an dreimonatigen Sprachkursen. Seit Mai 2014 ist es  als Erstaufnahmeeinrichtung ein Standort der Landesaufnahmebehörde Niedersachsen.

#### Kalkriese

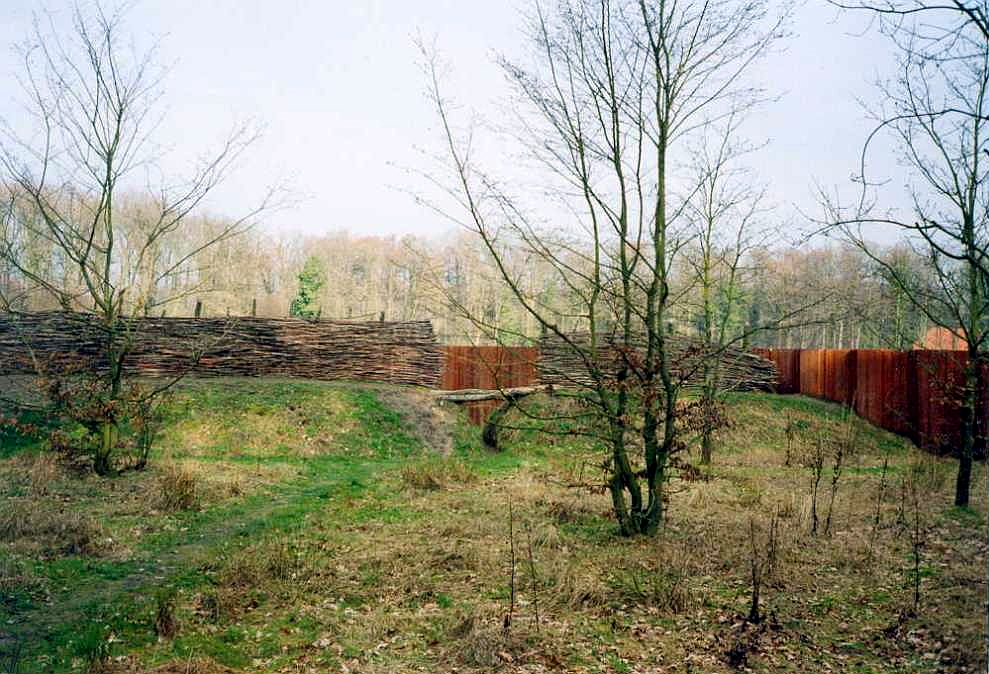
Rekonstruierte Wälle der Varusschlacht bei Kalkriese

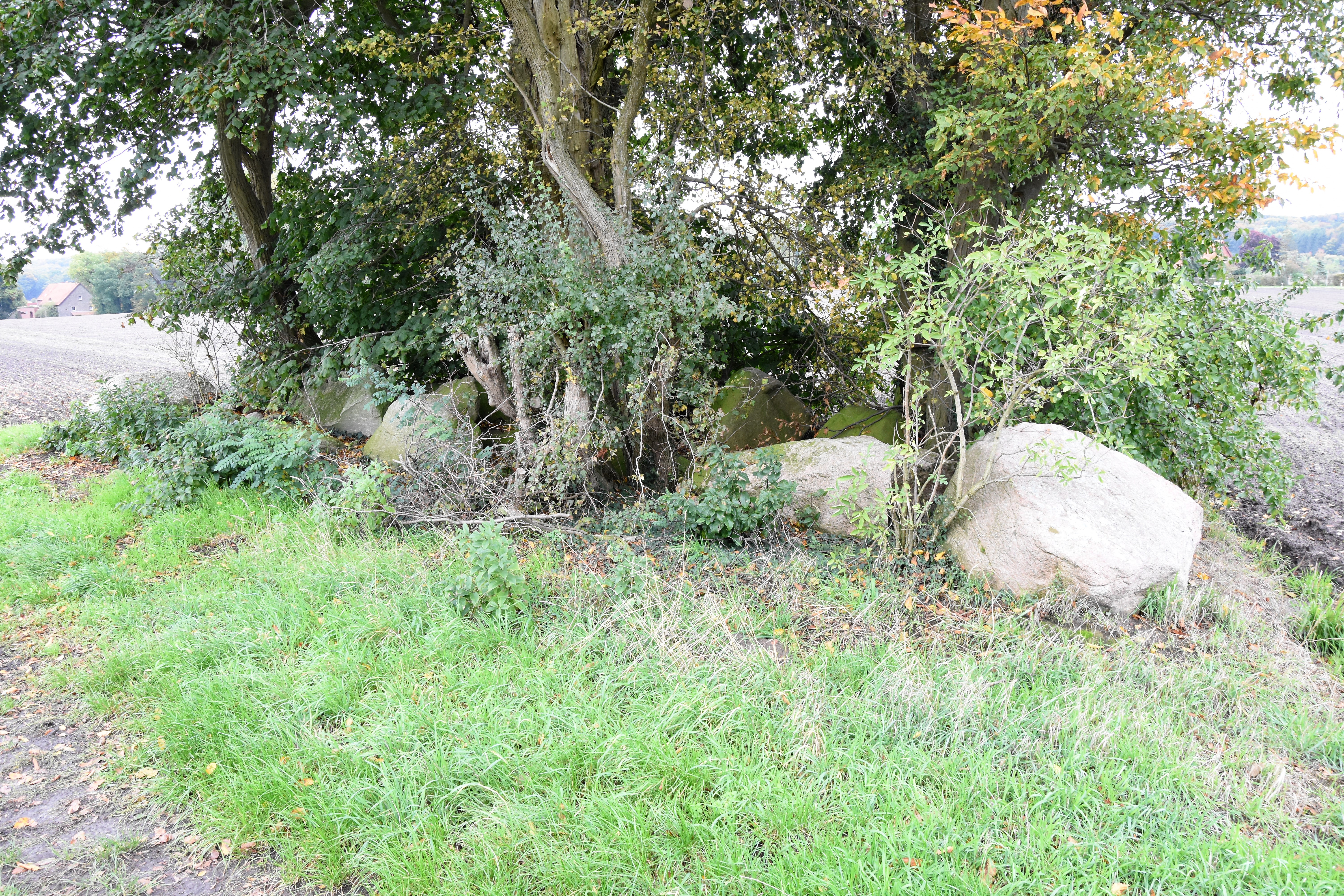
Großsteingrab Kalkriese

Kalkriese ist eine Bauerschaft im Osten Bramsches, die 1352 als Kallickrese erwähnt wird.
In der Nähe liegt der Kalkrieser Berg. Nördlich der B 218 (Venner Straße) liegt, südwestlich von Kalkriese, in einer Baumgruppe das Großsteingrab Kalkriese.
Überregional bekannt wurde der Ortsname in den 1990er Jahren, als Ergebnisse archäologischer Ausgrabungen darauf hindeuteten, dass die Varusschlacht – ganz oder in Teilen – bei Kalkriese stattfand. Die Fundregion Kalkriese erstreckt sich über viele Kilometer. Die Fundstücke bzw. deren Repliken sind im Museum und Park Kalkriese ausgestellt.

#### Lappenstuhl
Lappenstuhl entstand 1952 als Neusiedlung und ist der jüngste Ortsteil von Bramsche.
Urkundlich wurde der Name im Jahr 1402 als Lampenstol erwähnt und im Jahr 1426 als Waldname Lappenstol. Es war eine Flurbezeichnung, welche für die dort entstehende Siedlung übernommen wurde.
Die am Ende des Zweiten Weltkrieges eintreffenden Flüchtlinge und Vertriebenen aus den ostdeutschen Gebieten ließen eine Wohnungsnot im Kirchspiel Engter entstehen. Da in den Gemeinden Engter, Schleptrup und Kalkriese keine Baugrundstücke zum Verkauf standen, verhandelte man mit dem Grundeigentümer Hugo Baron von Bar über Parzellen im Bereich Lappenstuhl, damals ein Waldgebiet.
Mit Unterstützung des Landtagsabgeordneten Ernst Bettermann (SPD) aus Rieste wurde man sich einig über den Kauf von 65,94 Hektar. Zu Ehren von Ernst Bettermann wurde später der Ernst-Bettermann-Platz angelegt. Am 9. April 1952 wurden den ersten Baubewerbern die Parzellen zugewiesen. Am 4. Dezember 1952 gab es zum ersten Mal Strom in Lappenstuhl. Am 15. Juni 1958 fand das erste Siedlerfest in Lappenstuhl statt. Es wird bis heute jährlich begangen.
Da Lappenstuhl auf den Gemarkungen der Gemeinden Engter und Schleptrup liegt, waren beide Gemeinden auch für die politischen Angelegenheiten der Siedlung zuständig. Am 21. September 1990 beschloss die Siedlergemeinschaft Lappenstuhl e. V., einen Antrag auf einen eigenen Ortsrat für Lappenstuhl beim Stadtrat zu stellen. Nach langer Diskussion entschied der Stadtrat am 14. März 1991, diesem Antrag zuzustimmen. Am 6. Oktober 1991 wurde der erste Ortsrat Lappenstuhls gewählt. Der erste Ortsbürgermeister war Walter vor den Tharen (SPD), seit 2010 ist Annette Marewitz (SPD) Ortsbürgermeisterin.
Da es in den 1950er Jahren für die schulpflichtigen Kinder Lappenstuhls keine einfache Möglichkeit gab, die Volksschule in Engter zu erreichen, wurde ein eigenes Schulgebäude errichtet. Der Grundstein wurde am 17. Juli 1954 gelegt. Am 8. Januar 1955 konnten 33 Kinder erstmals die Schule besuchen.
Im April 1964 wurden die 5. bis 8. Klassen nach Engter verlegt und ein Bus-Liniendienst eingerichtet. Im Zuge der Schulreform wurde die Schule in Lappenstuhl am 5. März 1973 aufgelöst. Heute betreibt die Arbeiterwohlfahrt in dem Gebäude einen Kindergarten. Es wurde im Jahr 2003 aufwändig saniert und umgebaut.
Bereits im Bebauungsplan vom 31. Januar 1955 war eine Kirche vorgesehen. Die Geschichte der Thomas-Kapelle begann nach dem Zweiten Weltkrieg in Voltlage. Um den dort wohnenden evangelischen Heimatvertriebenen eine kirchliche Betreuung bieten zu können, wurde mit Hilfe einer Spende des amerikanischen Luthertums eine Diasporakapelle gebaut. 1968 waren allerdings die meisten der Vertriebenen wieder abgewandert, so dass die Kapelle nicht mehr benötigt wurde. Im Juni/Juli 1970 wurde mit dem Abbau begonnen. Bis zum Wiederaufbau wurden die Einzelteile auf dem neuen Grundstück in Lappenstuhl gelagert. Über ein Jahr später, am 1. August 1970, wurde die Kapelle erneut geweiht. Da die Einwohner der Siedlung zwischenzeitlich stark daran gezweifelt hatten, „ob aus dem Haufen Bretter jemals wieder eine Kapelle entstehen würde“, wurde sie nach dem ungläubigen Thomas benannt.

#### Malgarten (Epe-Malgarten)

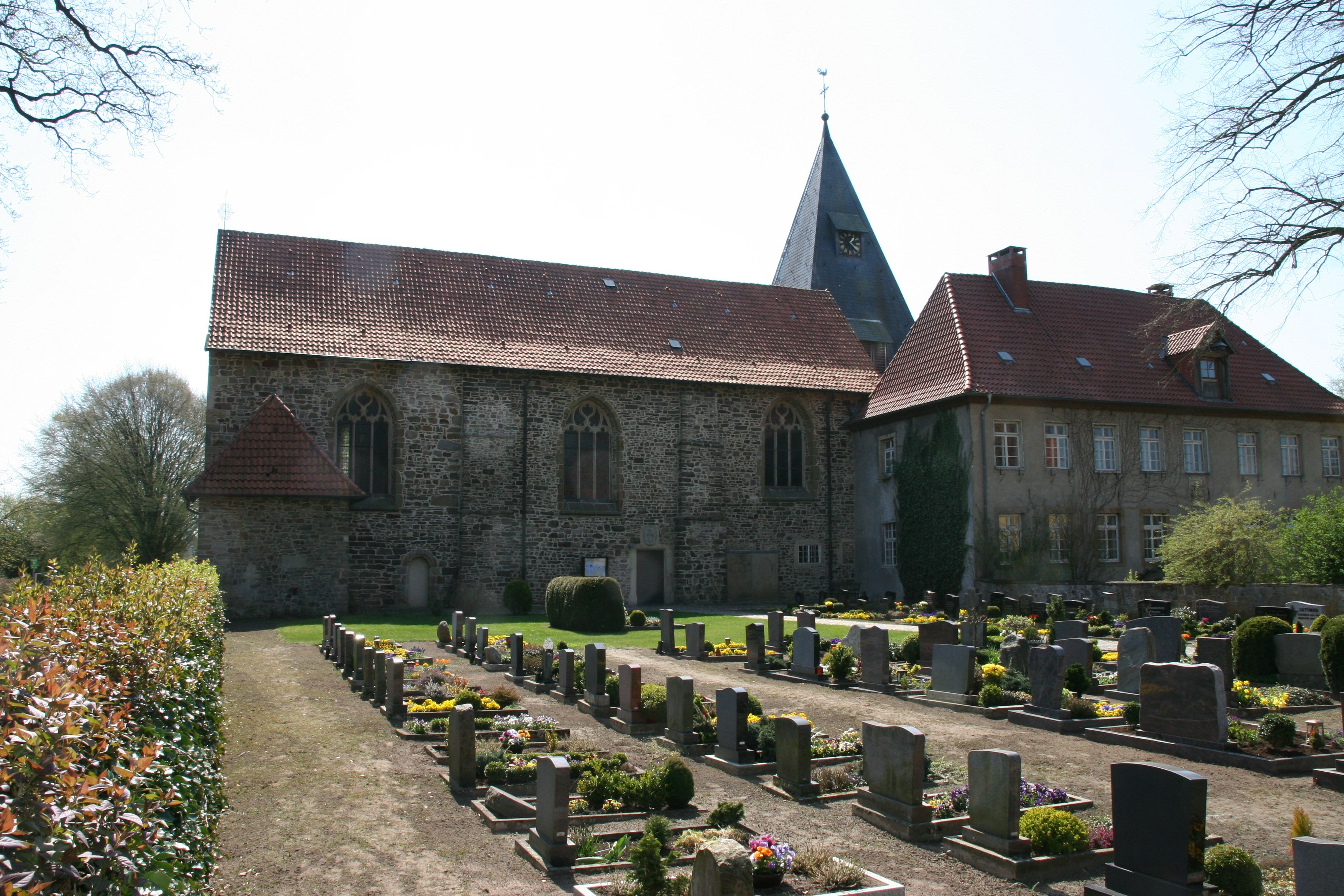
Außenansicht der Klosterkirche in Malgarten

Im Jahr 1170 wurde in einer Burg das Benediktinerinnenkloster Malgarten gegründet. In der Klosterkirche befindet sich ein spätbarockes Stuckrelief, das alle Gewölbe im Inneren der Kirche ziert.
Das Kloster Malgarten wurde 1819 zum Sitz des Amtes Vörden in Malgarten. Die verbliebenen fünf Nonnen fanden in Osnabrück Aufnahme. Das Amt Vörden in Malgarten bestand bis 1885, dem Jahr der Gründung des Landkreises Bersenbrück, in dem es aufging.
Die ehemalige Klosteranlage, die besichtigt werden kann, hat sich zu einem kleinen Zentrum für Kunst und Kultur entwickelt.

#### Pente
Die Geschichte des Ortsteils Pente war, zumindest soweit es die Gebietshoheit betrifft, immer wieder mit Bramsche verbunden. Ursprünglich war Bramsche von den Penter Bauern abhängig, weil es keine eigene Feldmark besaß. Die Bramscher Dorfbewohner ließen mangels eigener Flächen ihre Schafe ständig auf Penter Gebiet weiden, führten ungefähr auf dem Areal des heutigen Marktplatzes in Bramsches Innenstadt Anpflanzungen durch und stellten Zäune auf. Obwohl dieses Gebiet damals rechtlich zu Pente gehörte, gab es über lange Zeit ständigen Streit. Erst im 19. Jahrhundert wurde dieser durch einen Vergleich beigelegt, der allerdings für die Penter mit nicht unerheblichen Gebietsabtretungen an Bramsche verbunden war. Auch in der Folgezeit konnte sich Pente der Ausdehnung der Industriestadt Bramsche nicht widersetzen. So verlor Pente etwa mit dem Bau des Mittellandkanals 1911 ein weiteres großes Gebiet an Bramsche. Auch die Schließung der 250 Jahre bestehenden Penter Schule im Jahr 1975 symbolisiert diese Entwicklung. So war die Eingemeindung Pentes durch die Stadt Bramsche im Jahr 1972 über Jahrhunderte hinweg bereits vorgezeichnet.
Der Stadtteil liegt am Mittellandkanal/Stichkanal Osnabrück und ist über die B 68 an die Innenstadt von Bramsche angebunden.
Pente ist durch die Ziegelfabrik Penter Klinker, die ihre Erzeugnisse (heute nur noch Pflasterklinker) bis nach Mallorca und Asien liefert, bekannt.

#### Schleptrup

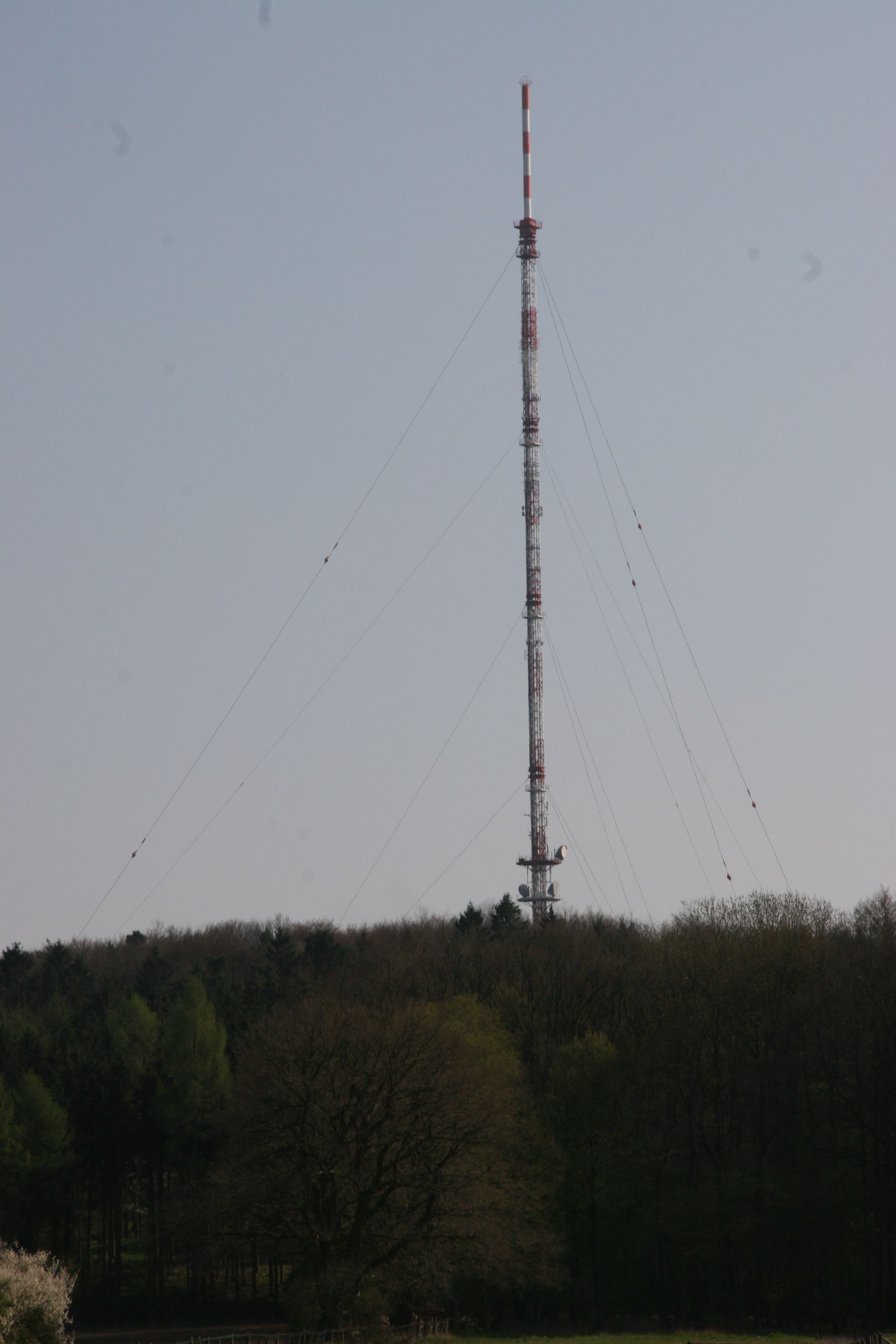
Rundfunkturm auf der Schleptruper Egge

Schleptrup gehört schon seit 1229 zum Kirchspiel Engter; es zählt zu den ältesten vorfränkischen Ansiedlungen in der Region und ist der am frühesten urkundlich erwähnte Bramscher Ortsteil. Etwa 60 % der Bevölkerung sind Flüchtlinge oder Nachkommen von Flüchtlingen aus den ehemaligen deutschen Ostgebieten. Auf dem Gebiet von Schleptrup auf der Schleptruper Egge steht ein vom NDR betriebener, 234 m hoher Sendemast, der Reisenden auf der Bundesautobahn 1 schon von weitem ins Auge fällt. Über diesen Sendemast wird die Grundversorgung des Osnabrücker Landes, weiter Teile des nördlichen Münsterlandes sowie der südlichen Teile des Oldenburger Münsterlandes mit analogen Hörfunkprogrammen und Fernsehprogrammen im DVB-T-Standard sichergestellt.

#### Sögeln

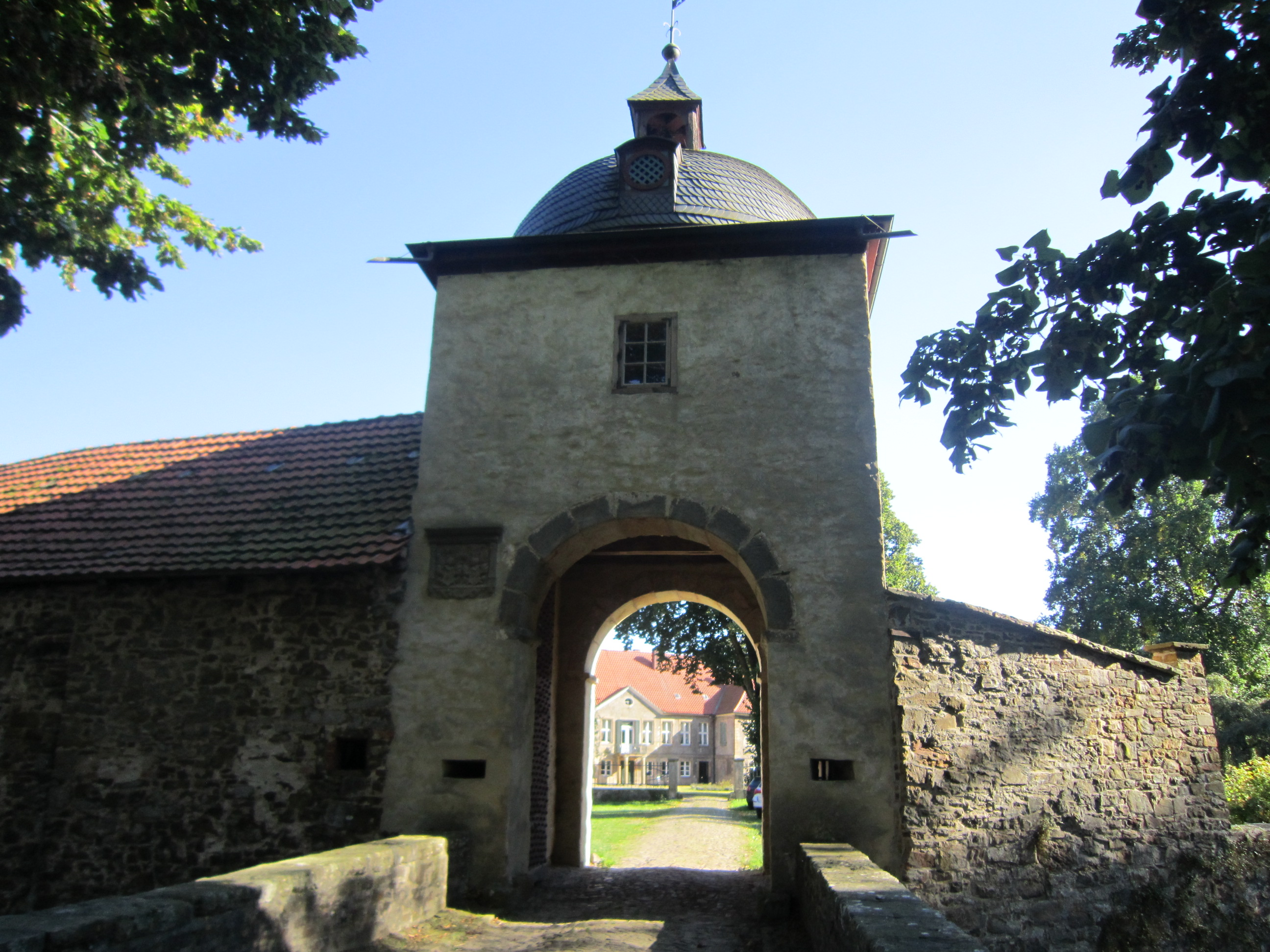
Toreinfahrt zum Herrenhaus von Gut Sögeln

Sögeln ist eine westlich des gleichnamigen Ritterguts gelegene Bauerschaft im Norden Bramsches.
Eine für den öffentlichen Verkehr gesperrte Lindenallee führt zum Rittergut, das von zwei Gräften umgeben ist, die von der Sögelner Hase gespeist werden. Das Haupthaus vom Ende des 18. Jahrhunderts ist ein funktional schlichter, zweigeschossiger Bau mit drei Flügeln. Es wurde an Stelle einer Burg errichtet, die erstmals im 14. Jahrhundert urkundlich erwähnt wurde. Allerdings wurden schon im Jahr 1236 zwei Brüder Thethard und Heinrich von Sögeln urkundlich erwähnt. Den ältesten Teil der noch stehenden Anlage bildet der Torturm mit Schießscharten im Erdgeschoss, die barocke Turmhaube mit der Uhr stammt aus dem 18. Jahrhundert. Das Rittergut Sögeln wechselte häufig seinen Besitzer. Es war im Besitz der Familien von Braken (1323), von Ledebur (ab 1350), von Knehem (ab 1426), von Langen (1590–1750), von der Horst (1750–1792), von Hammerstein (1793–1817), Rathgen (1817–1846), von Stoltzenberg (1846–1871) und von Rappard (1871–1995). Gegenwärtig besitzt es die Familie von Bock und Polach.
1793 erwarb Friedrich Philipp von Hammerstein zu Equord das Gut und veranlasste den Neubau des Haupthauses. Nachdem er hochverschuldet und ohne direkten Erben 1802 gestorben war, wurde das Gut 1817 vom Generalsteuereinnehmer Rathgen erworben. Über seine Stieftochter gelangte der Besitz an die Familie von Rappard, deren Nachfahren, die Familie von Bock und Polach, die heutigen Besitzer sind. Um 1870 besuchte der junge preußische Leutnant Paul von Hindenburg häufiger das Gut. Der spätere Reichspräsident war mit Irmengard von Rappard verlobt, die 1871 mit nur 17 Jahren verstarb.

#### Ueffeln
Ueffeln ist ein im Nordwesten der Stadt gelegener Ortsteil. Am Rande des Gehns gelegen, hat das Dorf heute etwa 1200 Einwohner. Erstmals erwähnt wurde Ueffeln im Jahre 1292 im Zusammenhang mit der Weihe der heutigen evangelisch-lutherischen Kirche St. Marien.
Nahe dem Ortsrand gibt es ein Hünengrab, das auf eine frühe Besiedelung hindeutet. In der Grundschule des Ortes werden die Kinder bis zum 4. Schuljahr unterrichtet; alle weiterführenden Schulen befinden sich im Ortsteil Bramsche. Für Sportsfreunde bietet der Ort einen Sportplatz, ein solarbeheiztes Freibad und einen Schießstand.
Ueffeln liegt an der Straße der Megalithkultur.

### Nachbargemeinden
Die Stadt Bramsche grenzt im Westen an Neuenkirchen und Merzen, im Norden an Ankum, Alfhausen und Rieste, im Osten an Neuenkirchen-Vörden (Landkreis Vechta), Ostercappeln und Belm, im Süden an Wallenhorst und im Südwesten an die nordrhein-westfälischen Gemeinden Lotte und Westerkappeln (Kreis Steinfurt).
| Ankum 17 km Merzen 13 km                    | Alfhausen 10 km                             | Rieste 9 km Neuenkirchen-Vörden 14 km |
| Neuenkirchen (Landkreis Osnabrück) 9 km     | Kompassrose, die auf Nachbargemeinden zeigt | Ostercappeln 19 km                    |
| Westerkappeln 12 km Lotte (Westfalen) 15 km | Wallenhorst 7 km                            | Belm 16 km                            |

### Klima
Bramsche liegt in der Gemäßigten Klimazone, beeinflusst durch feuchte Nordwestwinde von der Nordsee. Im langjährigen Mittel erreicht die Lufttemperatur in Bramsche 10–14 Grad und es fallen rund 700 mm Niederschlag. Zwischen Mai und August kann mit durchschnittlich 30 bis 35 Sommertagen (Tage, an denen die Temperatur 25 Grad überschreitet) gerechnet werden. In dieser Zeit können die Temperaturen oft über 32 Grad ansteigen. Nachts sinken die Temperaturen im Sommer oft nicht unter 15–20 Grad, was 2003, 2006, 2011 und 2013 über mehrere Wochen hinweg der Fall war. Die Sommer können sowohl sehr trocken als auch sehr verregnet sein. Durch die besondere Lage zwischen Wiehengebirge und Gehn bleibt die Stadt sehr häufig von Unwettern verschont. Die Luft ist im Sommer sehr feucht und nur bei Ostwindwetterlagen sehr trocken. Da Bramsche in der Übergangszone zum Kontinentalklima liegt, können die Winter auch sehr kalt und schneereich sein.

## Geschichte
Höchstwahrscheinlich ereignete sich im Ortsteil Kalkriese die so genannte „Schlacht am Teutoburger Wald“ im Jahr 9 n. Chr., die Schlacht also, nach der im 19. Jahrhundert der Osning in Teutoburger Wald umbenannt worden ist. Inzwischen wird sie meist als Varusschlacht bezeichnet. Seit 1987 werden dort wissenschaftliche Ausgrabungen durchgeführt. Neben Zeugnissen einer militärischen Auseinandersetzung zwischen Germanen und Römern wurden auch Reste einer Wallanlage gefunden. Da bislang keine Fundstücke im Zusammenhang mit den kriegerischen Ereignissen jüngeren Datums als dem der Schlacht gesichert werden konnten, gilt es als sehr wahrscheinlich, dass die Schlacht tatsächlich hier stattfand. Außerdem lässt sich feststellen, dass Buntmetallgegenstände in ihrer chemischen Struktur Analogien zu Funden von sieben älteren Standorten der in der Schlacht untergegangenen XIX. Legion aufweisen. Seit 1993 gibt es in Kalkriese ein Museum, in dem viele der interessantesten Funde ausgestellt werden.
Die Dorfbildung Bramsches geht auf die Zeit Karls des Großen zurück. Urkundlich wird Bramsche jedoch erst im Jahre 1097 erwähnt, nämlich als Kirchengemeinde (parochia) unter der Namensform Bramezche (gebildet aus den Wörtern Bram = Dorngebüsch/später Besenginster und Esch = Acker).
1225 kam Bramsche durch Schenkung König Heinrichs (VII.) in den Herrschaftsbereich des Hochstifts Osnabrück. Ab 1615/1617 Flecken, wird Bramsche 1818 durch Erlass der Königlich Großbritannisch-Hannoverschen Regierung in Osnabrück zum Weichbild erhoben. 1929 erhielt Bramsche volles Stadtrecht.

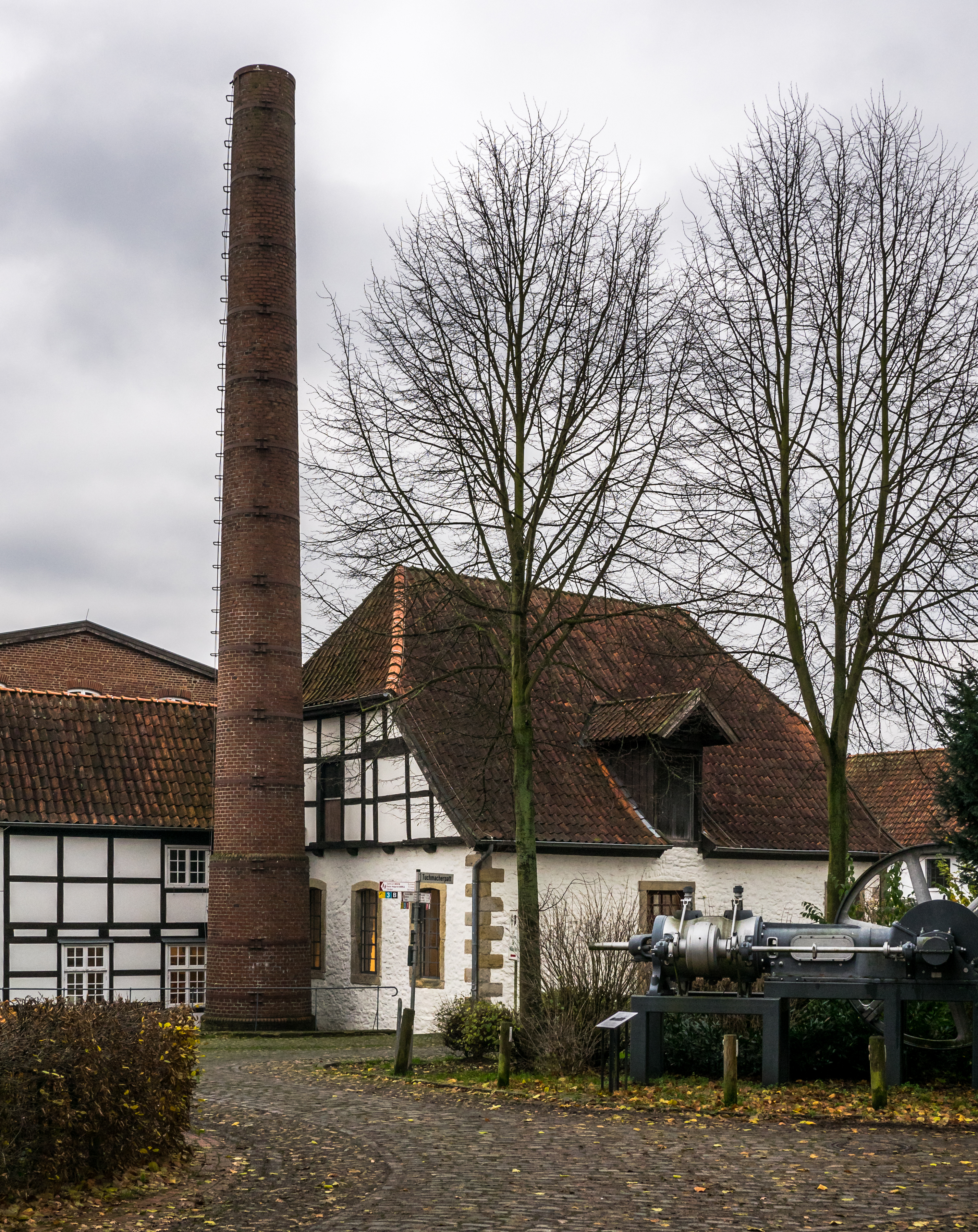
Tuchmachermuseum

Im Mittelalter erreichte Bramsche seine wirtschaftliche Bedeutung vor allem durch die Tradition als Stadt der Tuchmacher. An diese Tradition erinnert heute das Tuchmacher-Museum. Der Osnabrücker Justus Möser erwarb sich große Verdienste um die Tuchmachergilde, indem er 1767 eine neue Gildeordnung ausarbeitete. Auf sein Betreiben erhielten die Bramscher Tuchmacher einen zinslosen Kredit, um ein dringend benötigtes Lagerhaus zu bauen. Als im Jahre 1781 nahezu die gesamten Vorräte einer Feuersbrunst zum Opfer fielen, half erneut Möser, der durch eine persönliche Bürgschaft für ein Darlehen sorgte, um auch diese Krise zu überwinden. Im Jahre 2002 würdigte die Stadt Bramsche seine Verdienste, indem ein Platz und ein Weg nach ihm benannt wurden.
Bramsche gehörte territorial bis 1802 zum Bistum Osnabrück. Nach der französischen Besetzung bis 1814 unter Napoleon Bonaparte kam Bramsche infolge des Wiener Kongresses an das Königreich Hannover. Mit der Niederlage des Königreichs Hannover von 1866 wurde Bramsche Teil von Preußen.
Nachdem 1928 der Versuch, eine NSDAP-Ortsgruppe in Bramsche zu gründen, gescheitert war, gab es 1929 eine erfolgreiche Gründung einer solchen Ortsgruppe in dem damals noch selbstständigen Achmer. Mitglieder und Anhänger der Partei wurden nach Schilderung des späteren NSDAP-Bürgermeisters Gausmann aufs schärfste gemieden, um nicht in den Verdacht zu geraten, mit den Nazis zu sympathisieren. Am 1. September 1930 eskalierte die Situation in Bramsche, als für eine Hochzeitsgesellschaft in der Hasestraße gekränzt wurde. Der SA-Mann Hermann Schmidt griff mit einem Messer den Weber Wilhelm Kropp aus der Kränzergesellschaft an und fügte ihm tödliche Verletzungen zu. Der Täter konnte nach der Tat überwältigt und im Spritzenhaus der Stadt eingesperrt werden. Am nächsten Morgen hatte sich vor dem Spritzenhaus eine große Menschenmenge versammelt. Zur Sicherheit von Schmidt wurden zusätzliche Polizeikräfte angefordert. Diese brachten ihn in die Untersuchungshaft nach Osnabrück. Später verurteilte ihn das Schwurgericht in Osnabrück zu zweieinhalb Jahren Gefängnis. In der Haft, welche er wegen guter Führung eher beenden konnte, erhielt er Besuch von August Wilhelm von Preußen, der ihm zum Dank ein Porträt von Adolf Hitler überreichte. Schmidt ist später als Soldat im Zweiten Weltkrieg gefallen.
Am 30. März 1933 wurde das Rathaus der Stadt durch die SA besetzt. Der Bürgermeister Heinrich Beerbom wurde am folgenden Tag in das Rathaus zum Ortsgruppenleiter der NSDAP bestellt, der ihm erklärte, dass er durch den Regierungspräsidenten Bernhard Eggers abgesetzt worden sei. Der Ortsgruppenleiter August Gausmann wurde kommissarisch zum neuen Bürgermeister, ab 1934 dann offiziell. Mit der Lüge, dass er den Posten ehrenhalber ohne Bezüge ausübe, sollte die stark sozialdemokratisch geprägte Stadt von dem „guten Charakter“ der Amtsenthebung überzeugt werden.
Am Morgen des 13. November 1972 verursachte der Orkan Quimburga auch in Bramsche enorme Schäden. Die gesamte Schadenssumme lag dort bei rund 1 Million DM. Beinahe jeder zweite Haushalt in der Stadt hatte Sturmschäden zu verzeichnen.
Am 14. November 1987 wurde der erste Abschnitt der Bramscher Fußgängerzone eingeweiht. Noch wenige Jahre zuvor führte die Bundesstraße 68 mitten durch die Innenstadt, ehe sie auf die heutige Trasse gelegt wurde.

### Zugehörigkeit zu übergeordneten Gebietskörperschaften
In der Zeit der Landdrostei Osnabrück gehörte Bramsche von 1852 bis 1885 zum Amt Vörden. Dieses ging 1885 im Landkreis Bersenbrück des Regierungsbezirks Osnabrück in der preußischen Provinz Hannover auf. Mit der Gründung des Landes Niedersachsen im Jahr 1946 wurde der Bezirk zu einem Regierungsbezirk. Dem Landkreis Bersenbrück gehörte Bramsche bis zum 30. Juni 1972 an. Wie alle Kommunen dieses Landkreises und der ehemaligen Landkreise Wittlage und Melle wurde Bramsche zum 1. Juli 1972 dem Landkreis Osnabrück zugeschlagen. Von 1978 bis 2004 war Bramsche eine Stadt im niedersächsischen Regierungsbezirk Weser-Ems, der 2004, wie alle Regierungsbezirke in Niedersachsen, aufgelöst wurde.

### Eingemeindungen
Am 1. Januar 1971 wurde die Nachbargemeinde Achmer eingegliedert. Am 1. Juli 1972 kamen Balkum, Engter, Epe, Evinghausen, Hesepe, Kalkriese, Pente, Schleptrup, Sögeln und Ueffeln hinzu. Auch diese Ortsteile gehörten wie die Kernstadt dem Landkreis Bersenbrück bis zu dessen Auflösung an.

### Einwohnerentwicklung
Die folgende Übersicht zeigt die Einwohnerzahlen von Bramsche im jeweiligen Gebietsstand und jeweils am 31. Dezember.
Bei den Zahlen handelt es sich um Fortschreibungen des Landesbetriebs für Statistik und Kommunikationstechnologie Niedersachsen auf der Basis der Volkszählung vom 25. Mai 1987.
Bei den Angaben aus den Jahren 1961 und 1970 handelt es sich um die Volkszählungsergebnisse einschließlich der Orte, die in den Jahren 1971 und 1972 eingegliedert wurden.

Einwohnerentwicklung von Bramsche von 1961 bis 2017 nach nebenstehender Tabelle

| Jahr         | Einwohner |
| ------------ | --------- |
| 6. Juni 1961 | 22.728    |
| 27. Mai 1970 | 23.921    |
| 1987         | 24.225    |
| 1990         | 28.120    |
| 1995         | 30.724    |
| 2000         | 30.633    |

| Jahr | Einwohner |
| ---- | --------- |
| 2005 | 31.006    |
| 2010 | 30.986    |
| 2011 | 30.992    |
| 2015 | 36.013    |
| 2017 | 30.992    |
| 2018 | 30.952    |

## Politik

### Rat
Der Rat der Stadt Bramsche besteht aus 38 Ratsfrauen und Ratsherren. Dies ist die festgelegte Anzahl für eine Stadt mit einer Einwohnerzahl zwischen 30.001 und 40.000 Einwohnern. Die 38 Ratsmitglieder werden durch Kommunalwahl für jeweils fünf Jahre gewählt. Die aktuelle Amtszeit begann am 1. November 2021 und endet am 31. Oktober 2026.
Hinzu kommt der hauptamtliche Bürgermeister Heiner Pahlmann als stimmberechtigtes Mitglied.
Die folgende Tabelle zeigt die Kommunalwahlergebnisse seit 1996.
| Rat der Stadt Bramsche: Wahlergebnisse und Ratsmandate | Rat der Stadt Bramsche: Wahlergebnisse und Ratsmandate | Rat der Stadt Bramsche: Wahlergebnisse und Ratsmandate | Rat der Stadt Bramsche: Wahlergebnisse und Ratsmandate | Rat der Stadt Bramsche: Wahlergebnisse und Ratsmandate | Rat der Stadt Bramsche: Wahlergebnisse und Ratsmandate | Rat der Stadt Bramsche: Wahlergebnisse und Ratsmandate | Rat der Stadt Bramsche: Wahlergebnisse und Ratsmandate | Rat der Stadt Bramsche: Wahlergebnisse und Ratsmandate | Rat der Stadt Bramsche: Wahlergebnisse und Ratsmandate | Rat der Stadt Bramsche: Wahlergebnisse und Ratsmandate | Rat der Stadt Bramsche: Wahlergebnisse und Ratsmandate | Rat der Stadt Bramsche: Wahlergebnisse und Ratsmandate | Rat der Stadt Bramsche: Wahlergebnisse und Ratsmandate | Rat der Stadt Bramsche: Wahlergebnisse und Ratsmandate | Rat der Stadt Bramsche: Wahlergebnisse und Ratsmandate | Rat der Stadt Bramsche: Wahlergebnisse und Ratsmandate | Rat der Stadt Bramsche: Wahlergebnisse und Ratsmandate | Rat der Stadt Bramsche: Wahlergebnisse und Ratsmandate | Rat der Stadt Bramsche: Wahlergebnisse und Ratsmandate |
| | SPD                                                    | SPD                                                    | CDU                                                    | CDU                                                    | Grüne                                                  | Grüne                                                  | FDP                                                    | FDP                                                    | Die Linke1                                             | Die Linke1                                             | Einzel- bewerber                                       | Einzel- bewerber                                       | UWG2                                                   | UWG2                                                   | LLB3                                                   | LLB3                                                   | Gesamt                                                 | Gesamt                                                 | Wahl- beteiligung                                      |
| Wahlperiode | %                                                      | Mandate                                                | %                                                      | Mandate                                                | %                                                      | Mandate                                                | %                                                      | Mandate                                                | %                                                      | Mandate                                                | %                                                      | Mandate                                                | %                                                      | Mandate                                                | %                                                      | Mandate                                                | %                                                      | Gesamtanzahl der Sitze im Rat                          | %                                                      |
| --- | ------------------------------------------------------ | ------------------------------------------------------ | ------------------------------------------------------ | ------------------------------------------------------ | ------------------------------------------------------ | ------------------------------------------------------ | ------------------------------------------------------ | ------------------------------------------------------ | ------------------------------------------------------ | ------------------------------------------------------ | ------------------------------------------------------ | ------------------------------------------------------ | ------------------------------------------------------ | ------------------------------------------------------ | ------------------------------------------------------ | ------------------------------------------------------ | ------------------------------------------------------ | ------------------------------------------------------ | ------------------------------------------------------ |
| 2021–2026 | 45,1                                                   | 17                                                     | 27,5                                                   | 10                                                     | 15,3                                                   | 6                                                      | 6,5                                                    | 3                                                      | 3,2                                                    | 1                                                      | –                                                      | –                                                      | –                                                      | –                                                      | –                                                      | –                                                      | 100                                                    | 38                                                     | 59,2 %                                                 |
| 2016–2021 | 44,1                                                   | 17                                                     | 29,3                                                   | 11                                                     | 13,7                                                   | 5                                                      | 6,9                                                    | 3                                                      | 4,6                                                    | 2                                                      | 1,5                                                    | 0                                                      | –                                                      | –                                                      | –                                                      | –                                                      | 100                                                    | 38                                                     | 54,97                                                  |
| 2011–2016 | 45,0                                                   | 17                                                     | 31,6                                                   | 12                                                     | 15,2                                                   | 6                                                      | 2,1                                                    | 1                                                      | 2,7                                                    | 1                                                      | 3,4                                                    | 1                                                      | –                                                      | –                                                      | –                                                      | –                                                      | 100                                                    | 38                                                     | 51,05                                                  |
| 2006–2011 | 49,5                                                   | 19                                                     | 37,8                                                   | 14                                                     | 8,1                                                    | 3                                                      | 4,7                                                    | 2                                                      | –                                                      | –                                                      | –                                                      | –                                                      | –                                                      | –                                                      | –                                                      | –                                                      | 100                                                    | 38                                                     | 51,9                                                   |
| 2001–2006 | 49,1                                                   | 19                                                     | 37,7                                                   | 15                                                     | 6,2                                                    | 2                                                      | 3,5                                                    | 1                                                      | –                                                      | –                                                      | –                                                      | –                                                      | 3,5                                                    | 1                                                      | 0,6                                                    | 0                                                      | 100                                                    | 38                                                     | 57,9                                                   |
| 1996–2001 | 48,4                                                   | 19                                                     | 35,9                                                   | 14                                                     | 11,1                                                   | 4                                                      | 3,5                                                    | 1                                                      | 1,1                                                    | 0                                                      | –                                                      | –                                                      | –                                                      | –                                                      | –                                                      | –                                                      | 100                                                    | 38                                                     | 63,7                                                   |
| Prozentanteile gerundet. Quellen: Landesbetrieb für Statistik und Kommunikationstechnologie Niedersachsen, Landkreis Osnabrück. Bei unterschiedlichen Angaben in den genannten Quellen wurden die Daten des Landesbetrieb für Statistik und Kommunikationstechnologie verwendet, da diese eine insgesamt höhere Plausibilität aufweisen. Davon ausgenommen ist die Angabe für die FDP in der Wahlperiode 2006–2011, in der die Daten des Landesbetriebs nicht plausibel sind. 1 bei 2011 als PDS; 2 Unabhängige Wählergemeinschaft Bramsche; 3 Linke Liste Bramsche; |                                                        |                                                        |                                                        |                                                        |                                                        |                                                        |                                                        |                                                        |                                                        |                                                        |                                                        |                                                        |                                                        |                                                        |                                                        |                                                        |                                                        |                                                        |                                                        |

### Bürgermeister
Hauptamtlicher Bürgermeister der Stadt Bramsche ist Heiner Pahlmann (SPD). Bei der letzten Bürgermeisterwahl am 25. Mai 2014 wurde er mit 63,0 % der Stimmen gewählt. Die Wahlbeteiligung lag bei 53,9 %. Pahlmann trat sein Amt am 1. November 2014 an; er löste Liesel Höltermann (SPD) ab, die nicht mehr kandidiert hatte.
Ehemalige Bürgermeister:
- 1908–1918 Erich Eckels
- 1919–1933 Heinrich Beerbom (parteilos)
- 1933–1945 August Gausmann (NSDAP), 1933 kommissarisch
- 1945–1946 Heinrich Beerbom (parteilos)
- 1946–1957 Heinrich Hofrichter (SPD)
- 1957–1958 Wilhelm Friedrichs (SPD)
- 1958–1971 Alfred Purmann (SPD)
- 1971–1985 Lothar Lewandowsky (SPD)
- 1985–2001 Ewald Fisse (SPD)
- 2001–2014 Liesel Höltermann (SPD)[44]
- seit 2014 Heiner Pahlmann (SPD)

### Städtepartnerschaften
- Todmorden (Vereinigtes Königreich)
- Raanana (Israel)
- Biskupiec (Polen)
- Harfleur (Frankreich)

## Kultur und Sehenswürdigkeiten

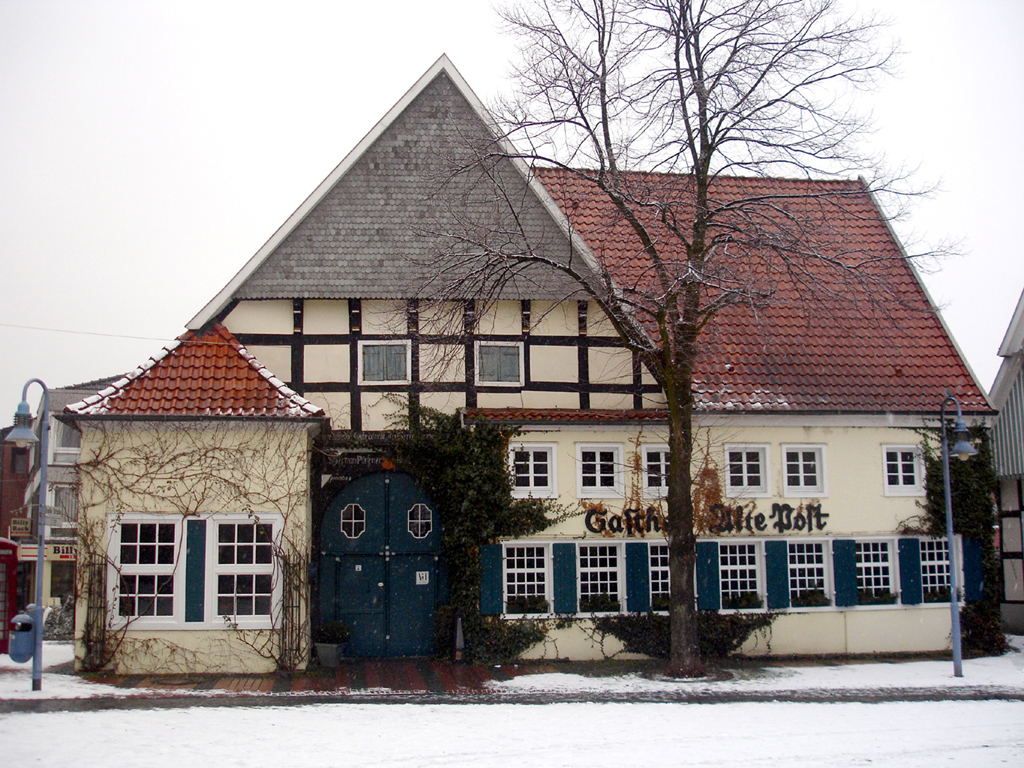
Die „Alte Post“

### Bauwerke

#### Sakralbauten
- St. Martin, Bramsche, Gründung legendenhaft 777, wohl eher in der Mitte des 9. Jahrhunderts, jetziges Gebäude etwa 1200, ev.-luth., karolingische Taufkirche (eines der vier Sacellanate des Bistums Osnabrück). Ein ursprünglich einschiffiges dreijochiges romanisches Langhaus mit kurz danach angebautem ebenfalls romanischem Turm. Ursprünglich vermutlich mit einem geraden Chorabschluss versehen, wurde um 1500 der jetzt vorhandene polygonal geschlossene Chor errichtet. 1696 wurde die Kirche durch ein südliches Seitenschiff erweitert. Aus der romanischen Gründungszeit sind noch der Taufstein und die Altarmensa vorhanden.
- St. Marien, Ueffeln, 1292, ev.-luth., ursprünglich zum Bramscher Kirchspiel gehörend, erhielt Üffeln 1292 die Erlaubnis zur Errichtung einer eigenen Pfarrgemeinde, die Kirche in Bramsche behielt das Patronatsrecht. Das Gebäude ist ein frühgotisches einschiffiges dreijochiges Gotteshaus mit gradlinig geschlossenem Chor. Der Turm befindet sich an der Westfront. Besonders hervorzuheben sind die den früheren Haupteingang einfassenden phantastischen Skulpturen, wohl eine Warnung an die hindurchschreitenden Gottesdienstbesucher vor der Hingabe an die weltliche Lust und Sünde. Die Reformation wurde in Üffeln schon im Jahre 1543 eingeführt.
- St. Johannis, Engter, 1229, ev.-luth., ursprünglich ebenfalls zum Bramscher Kirchspiel gehörend erhielt Engter im Jahre 1229 die Genehmigung, eine eigene Kirche zu errichten, da das Hochwasser der Hase den Kirchenbesuch häufig unmöglich machte, die Hase musste zu dieser Zeit noch in der Furt überquert werden. Die Kirche wurde dem hl. Johannes Evangelista geweiht und wurde als Filialkirche aus Bramsche geführt. Die Errichtung des Baus fällt in die romanisch-gotische Übergangszeit. Sie hat ein einschiffiges zweijochiges Langhaus mit gerade abschließendem Chor, der Turm steht an der Westfront. Turm und Langschiff scheinen gleichaltrig, der Chor etwas älter zu sein. 1851 wurde ein Anbau an die Nordwand ergänzt.
- St. Martinus, Bramsche, röm.-kath., erbaut 1928–1930, Kirchengemeinde St. Martinus
- Heilig-Geist-Kirche (Bramsche)
- Kloster Malgarten, röm.-kath., Kirchengemeinde St. Johannes

#### Burgen und Schlösser
- Wasserburg Alt Barenaue
- Schloss Neu Barenaue
- Schloss Sögeln, landtagsfähiges Gut, erstmals erwähnt 1323, Besitzerfolge: von Braken, von Ledebur, von Knehem, von Langen, von Hammerstein, Rathgen, von Stolzenberg, von Rappard. Heute im Besitz der Familie von Bock und Polach. Anlage der heute noch vorhandenen Gräften im späten Mittelalter, schlichtes zweigeschossiges dreiflügeliges Haupthaus aus dem Ende des 18. Jahrhunderts umgeben von einer englischen Gartenanlage sowie Torhaus und Mühle. Irmgard von Rappard, eine Tochter des Besitzers, war bis 1871 mit dem späteren Reichspräsidenten Paul von Hindenburg verlobt, starb aber 19-jährig noch vor der Hochzeit.
- Burg Schagen, Pente, ist legendenhaft mit Herzog Wittekind verbunden. Sie ist wahrscheinlich aber erst im 12. Jahrhundert angelegt worden, möglicherweise zur Sicherung der Hasefurt. Besitzer war zunächst die Familie von Schagen, später ist die Burg in bischöflichen Besitz gelangt. Im 17. Jahrhundert beginnender Zerfall, heute ist nur noch kleiner Mauerrest vorhanden, der zum Hof Borgmann gehört. Möglicherweise gibt es noch unterirdische Hohlräume.
- Steinburg, Hesepe, um 1540 von Wilhelm von Steinhaus (daher Steinburg) aus zusammenliegenden Bauernhöfen geschaffenes landtagsfähiges Gut. Die weitere Besitzerfolge: von Stempel, von Dincklage und von Dumpstorp, von Varendorff, Baer, Mues, Menzel. Heute noch vorhanden ist ein schlichtes einstöckiges Gebäude mit den Wappen der Familien von Bar und Mues, die früher vorhandenen Gräften sind eingeebnet.
- Burg Hesepe, vermutlich (die Zuordnung ist nicht eindeutig) erstmals genannt 1402, wurde auch Holginck genannt. Hesepe war ein landtagsfähiges Gut mit der Besitzerfolge: von Horne, von Swartewold, von Stempel, von Knehem, von Bar, Kayser (daher auch Kayserburg), Cavemann, Beckmann (daher auch Beckmannsburg), Pöppe. Das jetzt vorhandene bäuerliche Wohnhaus stammt aus den Jahren 1762 bis 1770 und wurde mehrfach umgebaut. Es trägt über dem Eingang das Besitzerwappen.[45]

#### Weiteres
- Alte Post, Fachwerk-Dielenhaus mit Utlucht. Hermann Rudolf Pörtener (1650–1716) ließ 1686–1688 sein elterliches Haus umbauen und vergrößern, wie es im Wesentlichen heute noch zu sehen ist. Vermutlich diente das Gebäude als Poststelle für die 1685 errichtete Fahrpostlinie von Osnabrück über Lingen nach Amsterdam. Der Seifensieder Heinrich Wilbrandt Pörtener (1759–1828) wird urkundlich erstmals 1818 als königlich hannöverscher Postspediteur und Posthalter erwähnt. 1929 erwarb die Stadt Bramsche das seit 1910 unter Denkmalschutz stehende Anwesen, es wird heute als Gaststätte genutzt.
- Geschäftsstelle Bramsche der Kreissparkasse Bersenbrück. Große Straße/Einmündung Münster Straße. Zweigeschossiger Massivbau mit Walmdach und übergiebelter Mittelachse, wohl aus der ersten Hälfte des 19. Jahrhunderts.

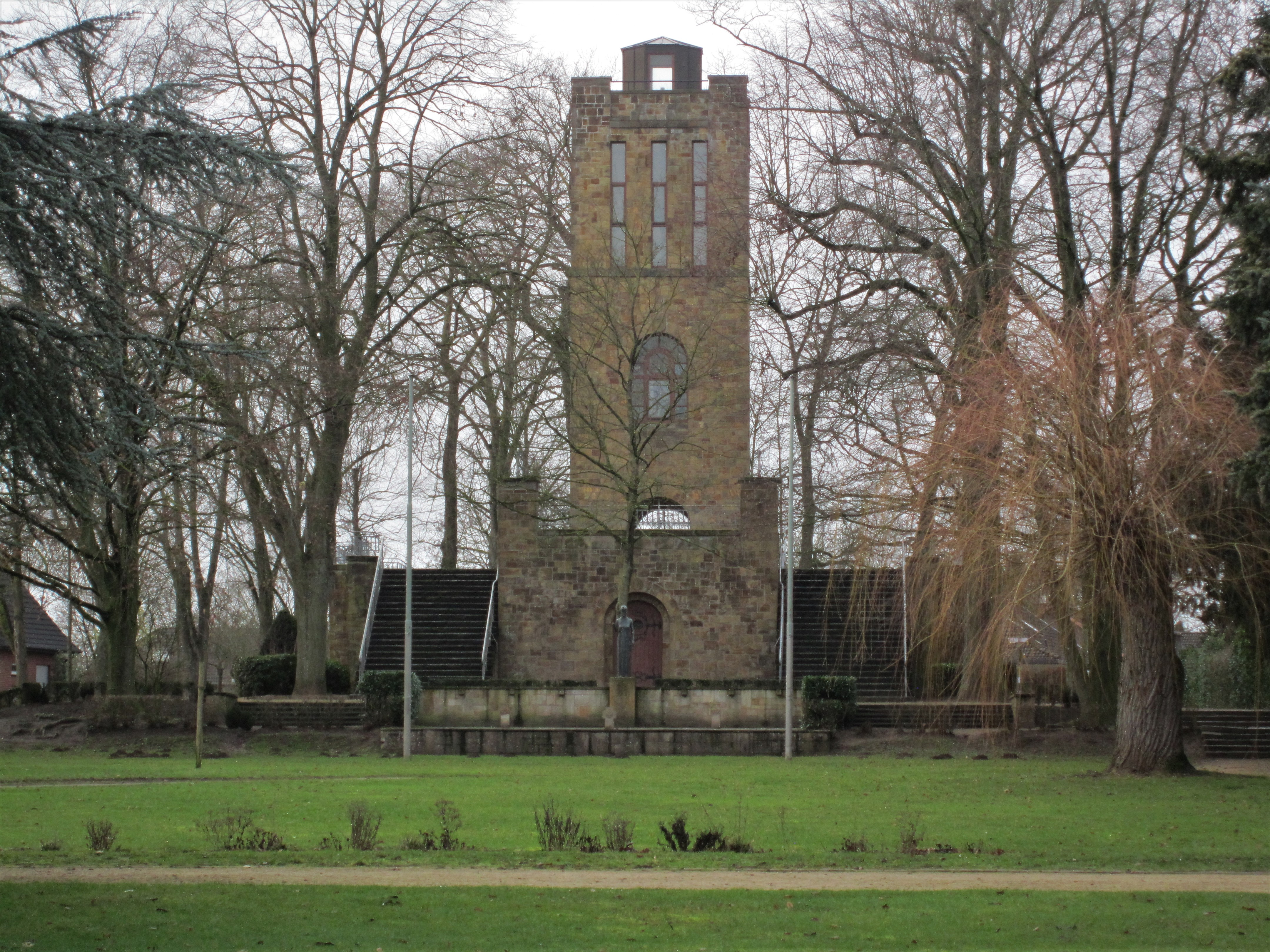
Ehrenmal auf dem Bramscher Berg

- Ehrenmal auf dem Bramscher Berg, dem höchsten Punkt dieser Stadt. Geplant vom Bramscher Architekten Friedrich Schroeder, eingeweiht am 26. August 1934 erinnert an die 167 Bramscher Gefallenen des Ersten Weltkrieges. Später wurden auch die ursprünglich am Denkmal vor der Martinskirche befindlichen Tafeln mit den Namen der Bramscher Gefallenen des Deutsch-Französischen Krieges (1870/71) angebracht.[46] Das Denkmal auf dem Kirchplatz wurde in den 1960er Jahren entfernt. Nach umfangreichen Sanierungsarbeiten ist der 28 Meter hohe Aussichtsturm seit 2003 wieder der Allgemeinheit frei zugänglich. Ein Denkmal der Bramscher Gefallenen des Zweiten Weltkrieges gibt es bis heute nicht.[47]
- NDR-Sendemast Schleptruper Egge. Höhe: 234 Meter

### Museen
- Im Tuchmachermuseum der ehemaligen von den Bramscher Tuchmachermeistern genossenschaftliche betriebenen Tuchmacherinnung werden alle Maschinen in Funktion gezeigt, die zur Herstellung von Tuch benötigt wurden; von der Verarbeitung der Rohwolle über das Spinnen mit einer automatischen Spinnmaschine mit etwa 100 Spindeln (Spinning Mule) bis zu einem Jacquard-Webstuhl mit Lochstreifen-Steuerung. Seit 2010 gehört das Museum zur Route der Industriekultur im Nordwesten.[48]
- Museum und Park Kalkriese mit Informationen zur Varusschlacht

### Landschaft

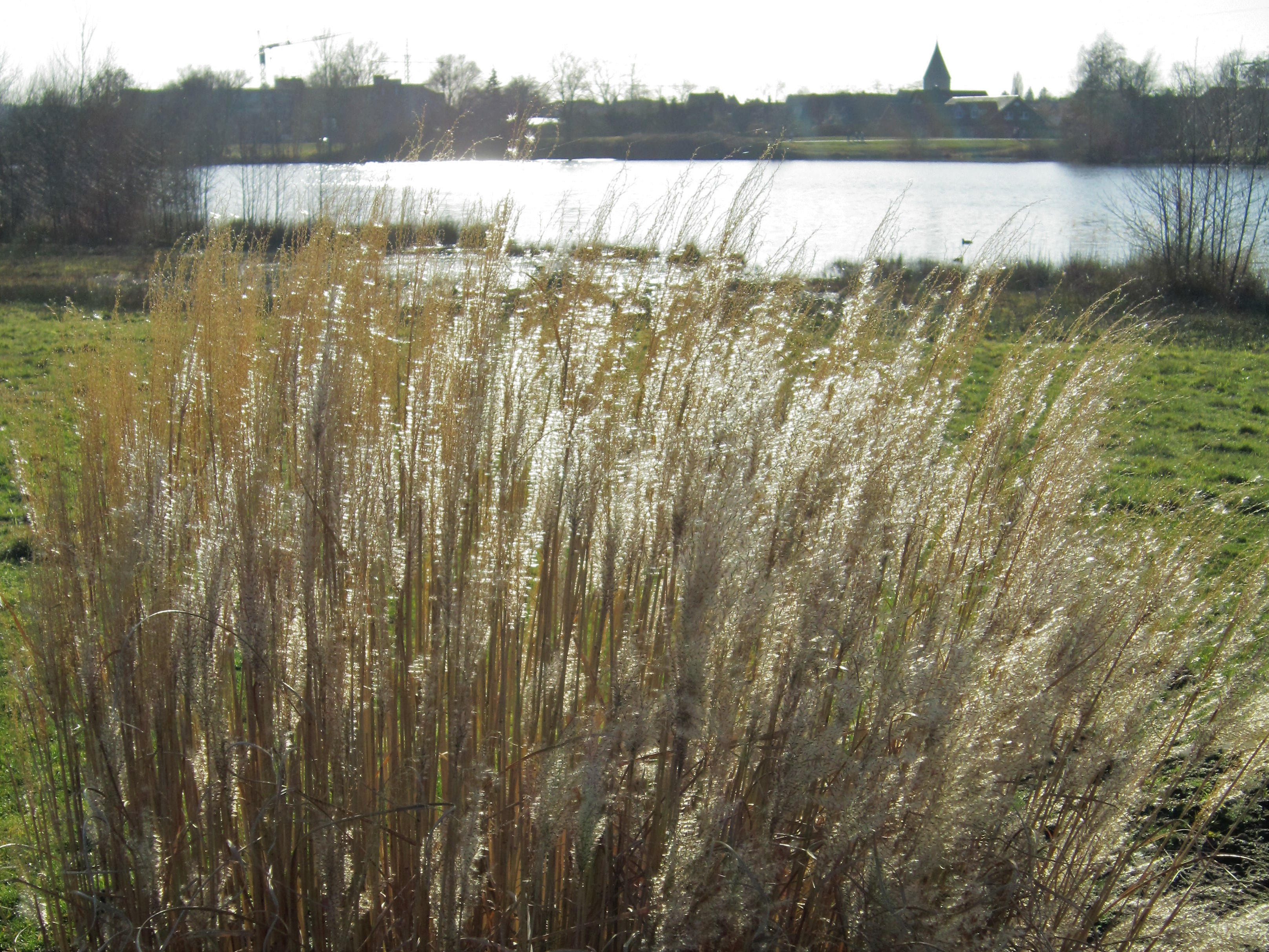
Hasesee unmittelbar östlich des Stadtzentrums

- Die Stadt wird von Süden nach Norden durch die Hase geteilt. Bis ins 20. Jahrhundert sorgte der Fluss für Überschwemmungen bei Hochwasser. Durch die Erweiterung der Flutmulde Hasesee östlich der Hase zwischen der Altstadt und der Gartenstadt (Fertigstellung im Jahr 2011) wurde die Überschwemmungsgefahr drastisch reduziert.[49] Der See dient auch als Naherholungsgebiet. Um ihn herum verläuft ein barrierefreier gepflasterter Fuß- und Radweg.

### Stadtbücherei
Die Stadtbücherei Bramsche befindet sich in einem denkmalgeschützten Fachwerkhaus an der Mühlenstraße 7. Die Geschichte des Gebäudes geht zurück bis in das 17. Jahrhundert. Nach einem Um- bzw. Ausbau wurde es seit 1980 als Bücherei genutzt. Zwischen 2010 und 2017 wurde sowohl die Außenfassade als auch der Innenraum saniert und modernisiert.
Bramsche eröffnete die erste Stadtbücherei im Jahr 1949, die danach mehrmals umzog. Am 1. Dezember 1980 wurde die Bücherei am aktuellen Standort eröffnet und enthielt einen Bestand von 34.000 Büchern, sowie eine Mediothek mit 150 Spielen, 600 Schallplatten und 700 Kassetten. Aktuell bietet die Stadtbücherei über 25.000 Medien zur Ausleihe an -- darunter Bücher, Zeitschriften, Spiele, CDs und Hörbücher. Darüber hinaus ist die Fernleihe von E-Books und Hörbüchern möglich. Außerdem können über das Angebot von Filmfriend Filme, Dokumentationen und Serien gestreamt werden. Für Kinder und Jugendliche finden regelmäßig Einzelveranstaltungen und Projekte zur Leseförderung statt.

## Wirtschaft und Infrastruktur

### Wirtschaft
In Bramsche hat die Tapetenfabrik Gebrüder Rasch ihren Sitz. Größere Arbeitgeber sind u. a. der Drahthersteller Nexans Metallurgie Deutschland.

### Verkehr

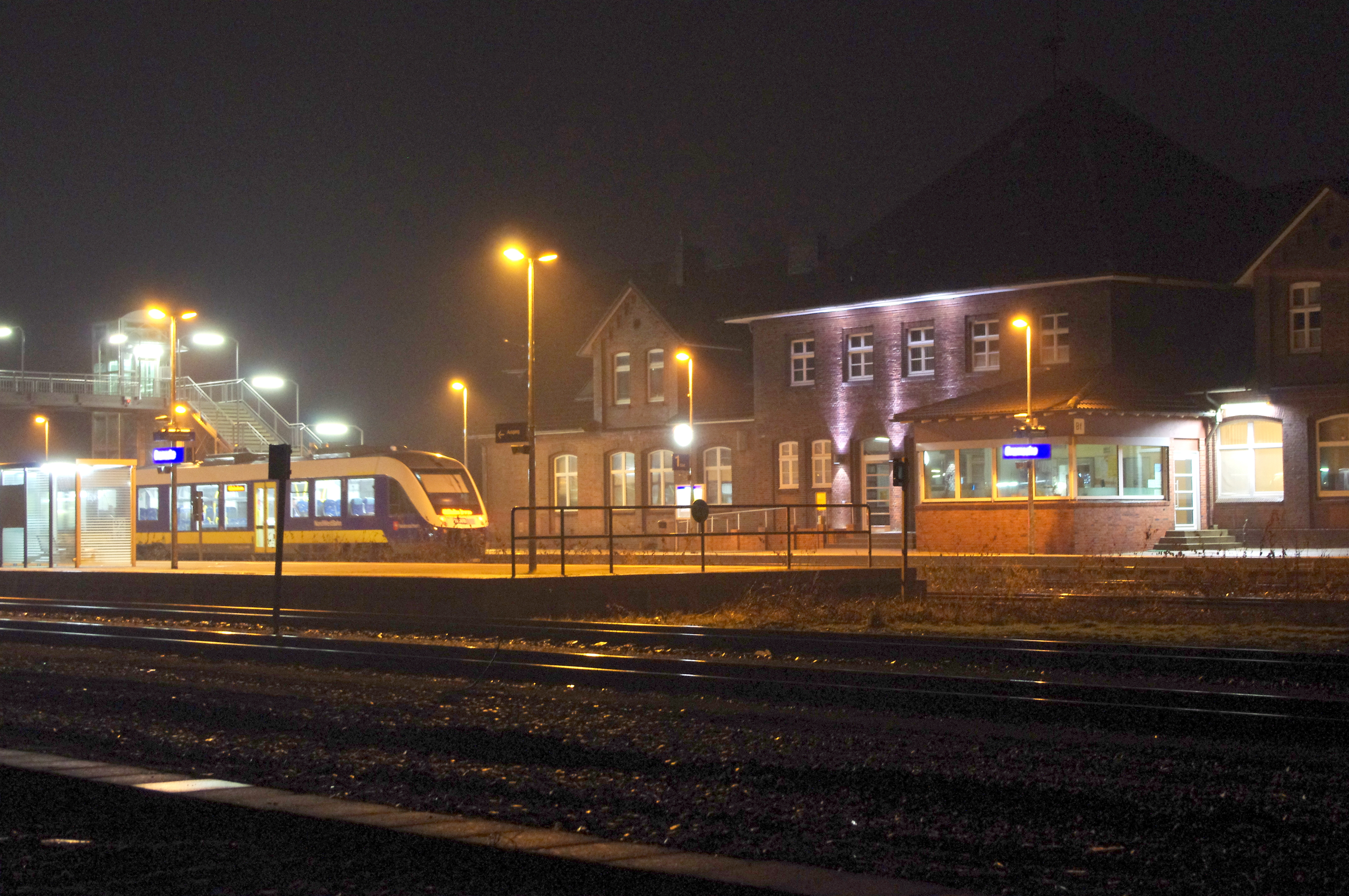
Der Bahnhof Bramsche abends

Die Bundesautobahn 1 durchquert das Stadtgebiet in Nord-Süd-Richtung. An der Anschlussstelle Bramsche kreuzt sie die Bundesstraße 218, die nahe dem Stadtzentrum auf die B 68 trifft und mit dieser auf einer gemeinsamen Strecke verläuft.
Der Bahnhof Bramsche, welcher täglich von mehr als 1.800 Fahrgästen genutzt wird, liegt an der Bahnstrecke Osnabrück–Oldenburg, von der bei Hesepe die Strecke nach Delmenhorst abzweigt. Beide werden im Stundentakt von der NordWestBahn betrieben. Am Bahnhof Bramsche halten die Linien RE 18 (Osnabrück – Oldenburg), die bis Wilhelmshaven durchgebunden ist und RB 58 (Bremen–Delmenhorst–Osnabrück). In den Ortsteilen Achmer und Hesepe befinden sich weitere Haltepunkte, die von den Zügen der Regionalbahnlinie RB 58 (Hasenbahn) im Stundentakt bedient werden.
Es gibt Busverbindungen der Verkehrsgemeinschaft Osnabrück, welche stündlich aus der Stadtmitte von Bramsche nach Fürstenau (Linie 610) sowie über Wallenhorst nach Osnabrück (Linie X583) fahren. Im Stundentakt werden auch einige Stadtteile wie Engter (Linie 690), Hesepe/Ueffeln (Linie 620) und die Gartenstadt (Linie 680) bedient. Ferner hat Engter eine Anbindung an die Buslinie von Osnabrück nach Damme (Linie 585).
Bramsche verfügt über drei Hafenanlagen am Mittellandkanal, der am südlichen Rand des Stadtgebiets verläuft. 1919–1922 entstand ein Plan, nachdem vom nördlichsten Punkt des Mittellandkanals bei Barenaue in nördlicher Richtung ein Kanal gebaut werden sollte. Es war beabsichtigt, Bramsche mit der Weser bei Achim zu verbinden und bei Stade die Elbe zu erreichen. Dieses zunächst „Bramsche-Stade-Kanal“, später „Hansakanal“ genannte Projekt wurde endgültig 1950 ad acta gelegt.
Bei Bramsche liegt der Flugplatz Achmer.

### Bildung
In Bramsche gibt es das Greselius-Gymnasium, eine integrierte Gesamtschule, eine Realschule, eine Hauptschule und mehrere Grundschulen.

### Tourismus
Durch Bramsche führen die Ferienstraßen „Bramgau-Route“, der DiVa Walk und die „Straße der Megalithkultur“.

## Telefonvorwahlen
Die Telefonvorwahl von Bramsche ist die 05461. Sie gilt auch in Achmer, Epe, Hesepe, Malgarten, Pente, Schleptrup und Sögeln. Die Vorwahl 05464 gilt in Balkum, die 05465 in Ueffeln, die 05468 in Engter, Evinghausen, Lappenstuhl, Kalkriese und Uptrup.

## Persönlichkeiten

### Ehrenbürger
- 1967: Heinrich Beerbom (1892–1980), Bürgermeister (1919–1933) und Stadtdirektor (1946–1958) der Stadt Bramsche[56]

### Söhne und Töchter der Stadt
- 1483: Jakobus Greselius, Professor an der Universität Köln und Kanonikus zu Rees/Rhein
- 1823: Ludolf von Uslar-Gleichen, Landrat zu Krefeld
- 1830: Günther Lange, Pastor und nationalliberaler Politiker
- 1884: Julius Schwietering, Germanist und Volkskundler, geboren in Engter
- 1887: Marie Arning, Politikerin SPD, MdR (1924–1930)
- 1893: Wilhelm Paul Schreiber, Infanterieflieger, Träger des Pour le Mérite
- 1904: Emil Rasch, Jurist, Kaufmann und Politiker, MdL von Niedersachsen (1947–1951)
- 1911: Kurt Eckels, lutherischer Theologe
- 1918: Gustav Lübbe, Verleger
- 1926: Reinhard Scheelje, Kommunalpolitiker (FDP) und Heimatkundler
- 1927: Heinz Aulfes, deutscher Pädagoge, Bremer Bürgerschaftsabgeordneter (SPD)
- 1936: Manfred Kötter, deutscher Springreiter und Springreittrainer
- 1938: Jan-Jürgen Wasmuth, Landeskantor in der Konföderation ev. luth. Landeskirchen in Niedersachsen und Bremen
- 1943: Jürgen Johannesdotter, em. Bischof der ev.-luth. Landeskirche Schaumburg-Lippe
- 1948: Peter Urban, Radio- und Fernsehmoderator
- 1952: Marieluise Beck, Politikerin (Bündnis 90/Die Grünen), Bundestagsabgeordnete seit 1983
- 1957: Ralf Vogeding, Autor
- 1958: Cathrin Klingsöhr-Leroy, Kunsthistorikerin
- 1959: Regina Kleine-Kuhlmann, Ruderin, Olympiateilnehmerin
- 1966: Paul Jaschke, Fußballspieler (1966–2019)
- 1967: Knut Tielking, Sozial- und Gesundheitswissenschaftler sowie Hochschullehrer
- 1968: Jürgen Dölle, ehemaliger Bundesliga-Basketballspieler
- 1968: Ulrich Knost, ehemaliger Bundesliga-Basketballspieler
- 1972: Robert Corvus, Autor
- 1978: Filiz Polat, Politikerin (Bündnis 90/Die Grünen)
- 1979: Maren Kaminski, Politikerin (Die Linke)
- 1986: Simon Tüting, Fußballspieler

### Personen, die mit Bramsche in Verbindung stehen
- Justus Möser (1720–1794), Jurist, Politiker, Literat und Historiker
- Bernard Wieman (1872–1940), Amtsrichter in Malgarten, Schriftsteller[57]
- Walter Nowotny (1920–1944), Jagdflieger
- Gerhard Sperling, (1908–1975), Maler
- Volker Neumann (* 1942), Mitglied des Bundestages von 1978 bis 2005
- Jörn Ipsen (* 1944), Präsident des Niedersächsischen Staatsgerichtshofs
- Bert Märkl (* 1953), Präsident der Niedersächsischen Schulinspektion[58]
- Heinrich E. Weber (1932–2020), Vegetationskundler, Musikwissenschaftler und Hochschullehrer
- Inge Utzt (* 1944), MdL, SPD-Politikerin
- Ernst Helmut Segschneider (* 1938), Volkskundler, Sachbuchautor
- Julien Sewering (* 1988), Youtuber, „JuliensBlog“[59]